# Људовитова
Људовитова (слч. Ľudovítová) насељено је мјесто са административним статусом сеоске општине (слч. obec) у округу Њитра, у Њитранском крају, Словачка Република.

## Становништво
| Година:    | 1994. | 2004.    | 2014.   | 2024.   |
| ---------- | ----- | -------- | ------- | ------- |
| Број људи: | 216   | 258      | 251     | 233     |
| Разлика:   |       | +19,44 % | -2,71 % | -7,17 % |

| Година:    | 2023. | 2024.   |
| ---------- | ----- | ------- |
| Број људи: | 236   | 233     |
| Разлика:   |       | -1,27 % |

Према подацима о броју становника из 2011. године насеље је имало 256 становника.